# 日本専門医機構
日本専門医機構（にほんせんもんいきこう）とは、日本の医師に対して「専門医」の資格を認定していくために設立された一般社団法人。
従来の学会それぞれの認定基本領域専門医から同機構が一括して認定していくこととなった。
2014年に設立され、2018年から新制専門医制度を開始した。歯科の専門医認定は行っておらず、歯科の専門医は日本歯科専門医機構が認定している。

## 概要
2002年に医療機関の広告規制が緩和されると、専門医制度をもつ学会が乱立、独自の基準で専門医を乱立するようになり、100を超える専門医が存在するようになった。それにより、専門医の質を問う意見が出るようになった。厚生労働省は、2011年～2013年までの期間で17回「専門医の在り方に関する検討会 」を実施し、中立的な第三者機関を設立し、専門医の認定と養成プログラムの評価・認定を統一的に行うことを決定した。2014年、専門医養成、認定を統一的に行う第三者機関として日本専門医機構が設立された。日本専門医機構が行う専門医研修は2018年からスタートし、2021年秋に機構認定専門医が初めて誕生した。2021年7月8日、厚生労働省は「医療情報の提供内容等のあり方に関する検討会」を開き、新専門医の19の基本領域の医療広告を、第1期生の認定が始まる2021年秋から可能とすることが決めた。2021年度では医学部を卒業し、医師免許を取得・医師臨床研修を終えた医師の95%が日本専門医機構が定める研修プログラムで研修を行っている。医師免許には更新制はないが、日本専門医機構の認定する専門医は更新制度を設けている。専門医を取得後も最新情報などをきちんと学んでいることが専門医更新の要件とするとしており、e-ラーニング、e-テストを更新要件にすることで基本領域の学会からおおむね承認を得ているとしている。

## 経緯
日本において専門医は1962年に日本麻酔科学会が初めて専門医制度を設けた。その後、主要な学会が次々と認定制度を立ち上げ、1981年に現在の一般社団法人日本専門医機構の前身でもある学会認定医制協議会が発足した。この時期の専門医制度はそれぞれの学会が独自に制度設計をしていた。その後、2002年に医療機関の広告規制が緩和されると、専門医制度を持つ学会が乱立し、独自の基準で専門医を認定し輩出するようになり、日本専門医機構が発足する2018年当時では100を超える専門医が存在し、果たして専門医の質が本当に担保されているかどうか懸念されるようになった。そのため、2013年に厚生労働省による「専門医の在り方に関する検討会」の報告を受け、新しい専門医の認定・更新基準、養成プログラム・研修施設の基準の作成と、専門医認定と養成プログラムの評価・認定を統一的に行うための第三者機関として2014年に日本専門医機構が設立された。2018年の新専門医制度スタートし、2021年の秋に日本の社会制度として認定した初めての専門医が誕生した。
- 2011年
  - 10月13日：厚生労働省 第1回「専門医の在り方に関する検討会」
- 2013年
  - 3月7日：厚生労働省 第17回「専門医の在り方に関する検討会」
- 2014年
  - 日本専門医機構設立
- 2015年
  - 2月：「日本専門医機構シンボルマーク」のデザインが決定[7]
- 2018年
  - 4月：新専門医制度開始
- 2021年
  - 7月8日:厚生労働省「医療情報の提供内容等のあり方に関する検討会」が開催され、日本専門医機構が認定する19の基本領域について、2021年秋から広告可能とするなどの方針を決定
  - 秋：第一期の機構専門医誕生
  - 12月20日：日本専門医機構の寺本民生理事長（当時）が、オンラインでの記者会見で、2022年4月から研修が始まる専攻医に9400人程度が採用されるとの見通し、（医師国家試験合格者の）95%ぐらいが専門医取得の方向性を持つことになった」と評価した[8]。
- 2023年
  - 4月：「特別地域連携プログラム」開始[9]。医師の充足率が0.7以下［小児科は0.8以下］の都道府県を連携先として1年以上の研修を行うことを条件に、それ以外の都道府県での採用数を上乗せできる仕組み[9]。
- 2024年
  - 2月19日：定例会見で、26歳の内科専攻医が過労自殺した兵庫県の病院に対して、専門研修プログラム等の妥当性を確認するためのサイトビジット（施設実地調査）を行うことを明らかにした[10]。

## シーリング制度
日本専門医機構が運営する専門医制度では「医師偏在の助長を防ぐ」仕組みを運用しており、その1つに「地域・基本領域ごとの専攻医採用数に上限を設ける」仕組み（シーリング）がある。そのため東京都などの大都市圏では研修を希望しても研修施設に採用されず、他県での就職をしなくてはならい場合がある。

## 専門医

### 学会認定専門医
各学会単位で認定されているもので、2002年（平成14年）より厚生労働省が医療法に則り広告可能として認定した医科の「専門医」は以下の通り。医科で56が認定されている。
- 日本整形外科学会：整形外科専門医
- 日本皮膚科学会：皮膚科専門医
- 日本麻酔科学会：麻酔科専門医
- 日本医学放射線学会：放射線科専門医
- 日本眼科学会：眼科専門医
- 日本産科婦人科学会：産婦人科専門医
- 日本耳鼻咽喉科学会：耳鼻咽喉科専門医
- 日本泌尿器科学会：泌尿器科専門医
- 日本形成外科学会：形成外科専門医
- 日本病理学会：病理専門医
- 日本内科学会：総合内科専門医
- 日本外科学会：外科専門医
- 日本糖尿病学会：糖尿病専門医
- 日本肝臓学会：肝臓専門医
- 日本感染症学会：感染症専門医
- 日本救急医学会：救急科専門医
- 日本血液学会：血液専門医
- 日本循環器学会：循環器専門医
- 日本呼吸器学会：呼吸器専門医
- 日本消化器病学会：消化器病専門医
- 日本腎臓学会：腎臓専門医
- 日本小児科学会：小児科専門医
- 日本内分泌学会：内分泌代謝科専門医
- 日本消化器外科学会：消化器外科専門医
- 日本超音波医学会：超音波専門医
- 日本臨床細胞学会：細胞診専門医
- 日本透析医学会：透析専門医
- 日本脳神経外科学会：脳神経外科専門医
- 日本リハビリテーション医学会：リハビリテーション科専門医
- 日本老年医学会：老年病専門医
- 日本胸部外科学会：心臓血管外科専門医
- 日本血管外科学会：心臓血管外科専門医
- 日本心臓血管外科学会：心臓血管外科専門医
- 日本胸部外科学会：呼吸器外科専門医
- 日本呼吸器外科学会：呼吸器外科専門医
- 日本消化器内視鏡学会：消化器内視鏡専門医
- 日本小児外科学会：小児外科専門医
- 日本神経学会：神経内科専門医
- 日本リウマチ学会：リウマチ専門医
- 日本乳癌学会：乳腺専門医
- 日本人類遺伝学会：臨床遺伝専門医
- 日本東洋医学会：漢方専門医
- 日本レーザー医学会：レーザー専門医
- 日本呼吸器内視鏡学会：気管支鏡専門医
- 日本アレルギー学会：アレルギー専門医
- 日本核医学会：核医学専門医
- 日本気管食道科学会：気管食道科専門医
- 日本大腸肛門病学会：大腸肛門病専門医
- 日本婦人科腫瘍学会：婦人科腫瘍専門医
- 日本ペインクリニック学会：ペインクリニック専門医
- 日本熱傷学会：熱傷専門医
- 日本脳神経血管内治療学会：脳血管内治療専門医
- 日本臨床腫瘍学会：がん薬物療法専門医
- 日本周産期・新生児医学会：周産期（新生児）専門医
- 日本生殖医学会：生殖医療専門医
- 日本小児神経学会：小児神経専門医
- 日本心療内科学会：心療内科専門医
- 日本総合病院精神医学会：一般病院連携精神医学専門医
- 日本精神神経学会：精神科専門医

### 日本専門医機構認定専門医
| 基本領域（19領域） | 各分野領域（24分野領域） |
| --- | --- |
| *内科 *小児科 *皮膚科 *精神科 *外科 *整形外科 *産婦人科 *眼科 *耳鼻咽喉科 *泌尿器科 *脳神経外科 *放射線科 *麻酔科 *病理 *臨床検査 *救急科 *形成外科 *リハビリテーション科 *総合診療 | *消化器内科 *循環器内科 *呼吸器内科 *血液内科 *内分泌代謝・糖尿病内科 *脳神経内科 *腎臓内科 *膠原病・リウマチ内科 *消化器外科 *呼吸器外科 *心臓血管外科 *小児外科 *乳腺外科 *放射線診断 *放射線治療 *アレルギー *感染症 *老年科 *腫瘍内科 *内分泌外科 *肝臓内科 *消化器内視鏡 *内分泌代謝内科 *糖尿病内科 |